# Gaberke
Gaberke – wieś w Słowenii, w gminie Šoštanj. W 2018 roku liczyła 691 mieszkańców.